# Lateralus
Lateralus je třetí řadové album skupiny Tool, bylo vydáno 15. května 2001. Skladba „Schism“ vyhrála v roce 2002 cenu Grammy za nejlepší metalovou skladbu. Dne 5. října 2003 obdržel Lateralus dvojnásobnou platinovou desku.

## Seznam skladeb
Všechny texty napsal Maynard James Keenan, hudba byla složena Maynardem J. Keenanem, Adamem Jonesem, Dannym Careyem a Justinem Chancelloriem.
| Pořadí         | Název                                                           | Délka |
| -------------- | --------------------------------------------------------------- | ----- |
| 1.             | The Grudge                                                      | 8:36  |
| 2.             | Eon Blue Apocalypse (instrumentál)                              | 1:04  |
| 3.             | The Patient                                                     | 7:13  |
| 4.             | Mantra (instrumentál)                                           | 1:12  |
| 5.             | Schism                                                          | 6:47  |
| 6.             | Parabol                                                         | 3:04  |
| 7.             | Parabola                                                        | 6:03  |
| 8.             | Ticks & Leeches                                                 | 8:10  |
| 9.             | Lateralus                                                       | 9:24  |
| 10.            | Disposition                                                     | 4:46  |
| 11.            | Reflection                                                      | 11:07 |
| 12.            | Triad (instrumentál, skladba končí v 6:32, zbylé 2:14 je ticho) | 8:46  |
| 13.            | Faaip de Oiad                                                   | 2:39  |
| Celková délka: | Celková délka:                                                  | 78:51 |

## Obsazení
- Maynard James Keenan – zpěv
- Adam Jones – kytara
- Justin Chancellor – baskytara
- Danny Carey – bicí
- David Bottrill – Produkce
- Alex Grey – Ilustrace
- Statik (Collide) – stroje na „Triad“